# Herophydrus capensis
Herophydrus capensis är en skalbaggsart som beskrevs av Régimbart 1895. Herophydrus capensis ingår i släktet Herophydrus och familjen dykare. Inga underarter finns listade i Catalogue of Life.